# Убийство Сильвии Лайкенс
Си́львия Мэ́ри Ла́йкенс (англ. Sylvia Marie Likens; 3 января 1949, Лебанон, Индиана, США — 26 октября 1965, Индианаполис, Индиана, США) — американская девушка, убитая в возрасте шестнадцати лет после длительных истязаний. Родители Сильвии, Лестер и Бетти Лайкенс, оставили её на попечение домохозяйки Гертруды Банишевски (англ. Gertrude Baniszewski), которой платили 20 долларов в неделю. Сильвия подвергалась жестокому обращению со стороны Банишевски, её детей и живущих по соседству подростков. Спустя три месяца Лайкенс скончалась от внутримозгового кровоизлияния, шока и недоедания. Данный случай получил широкий резонанс в США. Он был назван «худшим преступлением против человека в истории Индианы». На основе истории Лайкенс были написаны несколько биографических и художественных произведений, а также сняты два кинофильма.

## Ранние годы Сильвии Лайкенс
Сильвия Лайкенс родилась 3 января 1949 года в Лебаноне, штат Индиана, и была третьим ребёнком Лестера Сесила Лайкенса (22 марта 1926 — 22 февраля 2013) и Элизабет Фрэнсис (Бетти) Граймс (2 мая 1927 — 29 мая 1998). У неё было два брата и две сестры: близнецы Диана Мэй и Дэниел Кэй (старше её на два года) и близнецы Дженни Фэй и Бенни Рэй (младше на год, родились 13 февраля 1950 года). Дженни переболела в 4 месяца полиомиелитом, из-за чего почти не могла самостоятельно передвигаться, и Сильвия заботилась о ней. Став постарше, Лайкенс начала подрабатывать няней и прачкой. Девушка увлекалась творчеством группы The Beatles, а также любила петь и кататься на роликах. Знавшими её лицами она описывается как «добрая и всегда готовая помочь леди». Но несмотря на свою жизнерадостность, Лайкенс всегда держала рот закрытым, когда улыбалась, потому что у неё отсутствовал один из передних зубов, который она случайно выбила в детстве во время игры с братьями и сёстрами.
Отношения между родителями Лайкенс были крайне нестабильными, супруги часто расставались и сходились вновь. Ещё до рождения Сильвии, когда Диане и Дэниелу было по три месяца, Лестер и Элизабет были выставлены со съёмной квартиры, так как её владельцу, местному пастору, не понравилось, когда супруги вместо воскресной службы пошли в кино. Сильвия росла в очень неблагоприятной обстановке: работая на карнавалах (они продавали сладости и напитки), её родители часто ездили по всей стране, особенно в летние сезоны, при этом семье постоянно не хватало денег. Дэниэл и Бенни были всегда при родителях, помогая им в работе, в то время как Сильвию и Дженни постоянно оставляли жить у различных родственников, чтобы они не запустили своё образование. С самого рождения и до проживания у Банишевски Сильвия сменила не менее 14 адресов.

## Семья Банишевски

Гертруда Банишевски, 1985 год

В 1965 году Элизабет Лайкенс попала в тюрьму за кражу в магазине. В это время Сильвия и Дженни жили вместе с ней, в Индианаполисе. Когда Лестер Лайкенс, не так давно вновь ушедший от жены, приехал в их дом, то от соседей узнал, что Сильвия и Дженни находятся в доме по адресу 3850-E на Нью-Йорк-Стрит, который принадлежал Гертруде Банишевски, матери Полы и Стефани, с которыми сёстры Лайкенс познакомились в старшей школе «Арсенал-Текникал». Работа родителей Сильвии была связана с постоянными разъездами, поэтому Лестер предложил Банишевски за 20 долларов в неделю содержать своих дочерей и присматривать за ними. Лестер не придал значения тому, что семья Банишевски (у неё было семь детей) жила на грани нищеты, в запущенном и грязном доме без элементарных бытовых удобств. В их доме не было плиты, и члены семьи питались в основном крекерами и бутербродами, лишь изредка разогревая на электроплитке супы, которые могли есть одновременно только трое человек, поскольку из столовых приборов в доме было всего три ложки. Позже в суде он сказал, что «не любит совать нос в чужие дела». Перед отъездом Лайкенс дал Банишевски совет: «Вы должны держать этих девочек твёрдой рукой, потому что их мать позволяла им делать всё, что они захотят». С родителями Сильвия и Дженни должны были воссоединиться в ноябре того же года.
Гертруда Банишевски, описанная газетой «Indianapolis Star» как «измученная, весящая ниже нормы астматичка», была очень худой, истощённой женщиной, страдавшей от регулярных депрессий и болевшей бронхитом из-за постоянного курения. Банишевски родилась под именем Гертруда Надин ван Фоссан 19 сентября 1929 года в Индианаполисе и была третьим ребёнком из шести детей Молли Миртл Ван Фоссан (урождённой Оклей; 13 октября 1896 — 2 апреля 1984) и Хью Маркуса Ван Фоссана-старшего (1889—1939) (родители были уроженцами Иллинойса). У неё были две старшие сестры — Милдред (28 октября 1917 — 16 февраля 1985) и Элеонора Джейн (1922—1929), — и три младших брата — Джек Дэвид (1930—1938), Джеральд Франклин (1932—1997) и Джон (17 ноября 1937 — 16 июля 1989). Семья Гертруды принадлежала к низкому социальному классу. 5 октября 1939 года 50-летний Хью Ван Фоссан умер от сердечного приступа. Гертруда, у которой с отцом сложились гораздо более тёплые отношения, чем с матерью, очень тяжело перенесла его смерть. В подростковом возрасте у неё начались проблемы в отношениях с матерью, что привело к тому, что в конечном счете в 16 лет она бросила школу и вышла замуж за 18-летнего помощника шерифа, американца польского происхождения Джона Стефана Банишевски (22 мая 1926 — 31 октября 2007) из Янгсвилля (Пенсильвания), от которого родила 4 детей — Полу Мэри, Стефани Кэй, Джона Стэфана-младшего (род. 23 февраля 1953 года) и Мэри Сьюзан (род. 13 июня 1954 года).
У Джона был очень непостоянный характер, разногласия между ним и Гертрудой часто заканчивались дракой, но несмотря на это, Гертруда и Джон прожили вместе 10 лет, прежде чем развелись. После развода Гертруда три месяца была замужем за Эдвардом Гатри, но Эдвард не захотел нести ответственность за детей Гертруды, которые были ему не родными. Затем она снова сошлась с Джоном и родила от него ещё двоих детей — Ширли и Джеймса, — а спустя семь лет, в 1963 году, они снова и навсегда развелись. Затем 34-летняя Гертруда сошлась с 18-летним сварщиком Деннисом Ли Райтом (22 октября 1942 — 22 января 1977), но тот часто избивал сожительницу. От него она дважды беременела, но в первый раз с ней случился выкидыш, а во второй раз она родила Денниса Ли Райта-младшего (род. 4 мая 1964 года); но вскоре после его рождения Райт ушёл от Гертруды и исчез из её жизни. Чтобы никто не узнал, что Деннис незаконнорожденный, Гертруда всем представлялась, как «миссис Райт», хотя никогда не состояла в законном браке с Райтом. К 1965 году все денежные доходы семьи Гертруды состояли в основном из пособий, которые государство выплачивало на детей, редких алиментов от первого мужа и временной неквалифицированной работы, вроде стирки белья или присмотра за чужими детьми. При росте в 168 сантиметров 36-летняя женщина весила всего 45 килограммов.

## Пытки и смерть Лайкенс
На протяжении первой недели проживания сестёр Лайкенс у Банишевски не было никаких инцидентов. Сильвия ходила вместе с Банишевски в церковь, смотрела с ними телевизор и активно участвовала в работе по дому. Всё началось во вторую неделю, когда Лестер Лайкенс не прислал обещанную плату. Гертруда устроила скандал, крича: «Я заботилась о вас, двух сучках, просто так!» Начиная с этого случая, Гертруда, несмотря на то, что деньги привезли на следующий день, стала обвинять сестёр Лайкенс в краже и других проступках, а также регулярно шлёпать их пэддлом.
Чтобы прекратить это, Сильвия рассказала, что Пола беременна (Пола Банишевски боялась всё рассказать матери, но доверила свой секрет Сильвии, с которой дружила). Гертруда не поверила, а Пола впала в ярость и избила девушку. Затем, когда Сильвия призналась, что у неё была связь с мальчиком, Гертруда начала обвинять её в распущенности, из-за чего Сильвия начала думать, что она сама беременна, хотя позже экспертиза показала, что её влагалище было распухшим, но девственная плева оставалась целой. Возможно, Сильвия была не очень хорошо осведомлена о физиологии женского организма и процессе зачатия.
Вскоре Банишевски стала поощрять соседских подростков, когда они избивали Сильвию. Лайкенс какое-то время дружила с тринадцатилетней Анной Сиско, пока Гертруда не сообщила Анне о словах Сильвии, которая сказала, что мать Сиско Нелли была проституткой. Сиско рассердилась и также избила Лайкенс. Затем Гертруда начала обвинять Сильвию в распускании слухов о развратности Стефани и Полы в школе. За это Лайкенс избил друг Стефани Кой Хаббард (который отрабатывал на Сильвии свои навыки дзюдоиста). Дениза Ноу, автор биографической статьи о Лайкенс, пишет, что есть вероятность, что Сильвия действительно распускала эти слухи.
В сентябре 1965 года Сильвия и Дженни встретили на улице их старшую сестру, 19-летнюю Диану, и пожаловались ей на то, что Банишевски приказывает Поле принести пэддл и периодически наказывает Сильвию. Но Диана решила, что девочки, возможно, преувеличивают. 12-летняя Джудит Дюк, став в первый раз свидетелем избиения Сильвии, сообщила об этом своей матери, однако последняя в ответ задала лишь риторический вопрос: «О, ну, в общем, они же только наказывают её, не так ли?». Неизвестно, почему сёстры Лайкенс не жаловались в полицию или не попытались сбежать. Ноу предполагает, что это было вызвано тем, что девочки, живя с раннего детства в напряжённой обстановке, попросту не видели в действиях Гертруды ничего необычного. Также она пишет, что Сильвия не сбежала, возможно, боясь, что тогда гнев Банишевски обрушится на Дженни. Дженни едва могла самостоятельно передвигаться с помощью ортопедического аппарата и поэтому побег вдвоём был невозможен.

Пола Банишевски. 20 мая 1966

Лестер и Бетти иногда навещали дочерей, если это позволял их рабочий график. Последний раз они нанесли визит в конце августа 1965 года. С их слов, их дочери даже не намекнули на то, что они подвергаются побоям.
В августе 1965 года по соседству с Банишевски поселилась семейная пара Рэймонд и Филлис Вирмиллион, у которых было двое детей. Поскольку Вирмиллион работала в ночную смену на заводе «RCA», она решила найти своим детям приходящую няню и пришла в дом Банишевски. Женщины пили за столом кофе, когда Вирмиллион заметила худую девушку-подростка с кровоподтёком под глазом, которой была Сильвия. Пола Банишевски набрала стакан горячей воды и выплеснула его на неё, после чего довольно заявила: «Это я поставила ей синяк». Вирмиллион решила не доверять семье Банишевски своих детей, но не стала сообщать властям об увиденном. В начале октября того же года Вирмиллион снова нанесла визит Банишевски и вновь увидела Сильвию. На этот раз у девочки был кровоподтёк уже под другим глазом и раздувшаяся губа. «Я избила её», — сказала Пола. Филлис вновь не усмотрела в этом ничего странного.
Священник из местной церкви Рой Джулиан в сентябре 1965 года нанёс Банишевски визит, так как её семья состояла в его конгрегации. Гертруда пожаловалась ему на отказ мужа выплатить пособие на ребёнка, на свои болезни и все те проблемы, которые у неё были с детьми. И главной проблемой, по её словам, была Лайкенс. Банишевски сообщила священнику, что Сильвия прогуливает школу и зарабатывает деньги проституцией. Рой в это не поверил, так как до этого видел Сильвию в церкви и она произвела на него хорошее впечатление. Он захотел поговорить с ней, но Гертруда посоветовала ему поговорить с Дженни. Сама Дженни к тому моменту была так запугана, что выдавала священнику чисто механические ответы: «Она врёт. Ночью, когда мы все ложимся спать, она спускается вниз и совершает набег на холодильник». Дженни надеялась, что Банишевски её не тронут, если она будет слушаться Гертруду. Спустя несколько недель Джулиан снова пришёл к ним. Гертруда вновь пожаловалась на Сильвию, потому что девушка, по её словам, распускает в школе слухи о беременности Полы. «Но я знаю свою дочь, — сказала она ему, — и я знаю Сильвию. Пола не беременна; это — Сильвия».
Во время очередных побоев Сильвии Банишевски потребовали от Дженни, чтобы она тоже присоединилась к ним. Дженни отказалась, и впавшая в бешенство Гертруда ударила её наотмашь по лицу. Тогда девочка подчинилась, но позже рассказывала, что била сестру левой рукой (сама она была правшой) и поэтому это не причиняло Сильвии особой боли.
1 октября старшая сестра Сильвии и Дженни Диана, узнав место жительства сестёр, приехала к Банишевски в надежде наладить с сёстрами отношения. Гертруда не пустила Диану в дом, заявив, что она якобы получила чёткие указания от её родителей не допускать её к общению с сёстрами. Незадолго до смерти Сильвии Дженни столкнулась с Дианой на улице и сказала ей: «Я не могу говорить с тобой, иначе у меня будут проблемы», и поспешила дальше.
Вскоре Гертруда начала пороть Сильвию под надуманными предлогами, тушить о её тело сигареты, обливать горячей водой. Через некоторое время Сильвию избили, чтобы она призналась, что украла в магазине спортивный костюм, который Банишевски отказывалась ей покупать для того, чтобы та посещала класс гимнастики (первоначально девушка утверждала, что нашла его). Затем Гертруда запретила Лайкенс ходить в школу и не позволяла ей покидать дом. Почкам Сильвии был нанесён вред, поэтому она стала мочиться в кровать, и тогда Гертруда заперла её в подвале и запретила пользоваться туалетом. Позже Лайкенс была вынуждена употреблять в пищу собственные фекалии и мочу. Незадолго до смерти Сильвии Гертруда выжгла раскалённой иглой у неё на животе надпись «Я проститутка и горжусь этим» вместе с соседским юношей Ричардом Хоббсом, который потом с помощью 10-летней дочери Гертруды Ширли Банишевски раскалённым болтом выжег на груди Лайкенс ещё цифру «3». Было установлено, что по крайней мере два раза во влагалище Сильвии вставляли стеклянную бутылку Кока-Колы.
Отец Майкла Монро, одного из мальчиков, которые принимали участие в издевательствах над Сильвией, начал о чём-то догадываться и анонимно позвонил в школу «Арсенал-Текникал», сообщив, что в доме Банишевски находится девочка с язвами по всему телу. Поскольку Гертруда никак не объяснила дирекции школы, почему Сильвия перестала ходить на занятия, то 15 октября в дом Банишевски пришла школьная медсестра Барбра Сандерс и захотела поговорить с Гертрудой. Банишевски сказала Дженни, что «если ты скажешь что-нибудь о Сильвии, то с тобой сделают то же самое, что и с ней». После чего сообщила Сандерс, что Сильвия стала совсем распущена, ушла из дома, а язвы были результатом того, что она отказывалась соблюдать гигиену, добавив, что Сильвия плохо влияла на Дженни и на её собственных детей. Дженни под угрозой подтвердила это. Сандерс, очевидно, удовлетворилась этим ответом, потому что школа больше не делала никаких попыток расследовать отсутствие Сильвии. 21 октября полиция приехала к дому Банишевски, но не из-за Лайкенс, а из-за того, что, по словам полицейских, к ним обратился Роберт Брюс Хенлон с заявлением, что дети Банишевски украли у него из подвала вещи. Гертруда же позвонила в полицию и сообщила, что Хенлон попытался сам проникнуть к ней в дом. Полиция арестовала его по обвинению в краже. Позже Хенлон был выпущен.
За несколько дней до смерти Сильвия предприняла попытку побега, когда подслушала, что у Банишевски есть план бросить её в лесу, но была поймана у парадной двери. В наказание она была связана и помещена в подвал, где в качестве еды получала лишь крекеры. Во время дачи показаний Дженни заявила, что Сильвия иногда не могла плакать из-за острого состояния обезвоживания. Дженни расплакалась, вспомнив, как за несколько дней до смерти сестры та сказала ей: «Дженни, я знаю, что ты не хочешь, чтобы я умирала, но я умру. Я могу это сказать!»
К утру 26 октября 1965 года Лайкенс уже не могла внятно говорить и координировать движения своих конечностей. В тот же день в районе 17:30 она умерла от внутримозгового кровоизлияния, шока и недоедания, когда Стефани Банишевски и Ричард Хоббс решили перенести её из подвала наверх в ванную, чтобы выкупать. Увидев, что Сильвия не дышит, Банишевски попыталась сделать ей искусственное дыхание (всё это время Гертруда кричала ей остановиться, потому что Лайкенс, по её мнению, просто симулирует свою смерть) и делала его до тех пор, пока не поняла, что Лайкенс мертва. Тогда Гертруда несколько раз ударила Сильвию книгой по лицу и, окончательно убедившись в том, что та мертва, послала Хоббса к ближайшему телефонному автомату, чтобы он вызвал полицию. Когда она прибыла, Гертруда вручила полицейским письмо, адресованное родителям Сильвии. Само письмо было написано Лайкенс под давлением Гертруды за несколько дней до этого. Банишевски заставила Сильвию написать, что последняя имела сексуальную связь за деньги с группой мальчиков, и что это они разорвали её одежду и сделали ожоги на теле. Сама же она стала заверять полицию, что перед этим в течение часа пыталась лечить Лайкенс, протирая её раны спиртом. Дженни Лайкенс аналогично изначально рассказала полиции ту же «легенду», но в какой-то момент она прошептала им: «Заберите меня отсюда, и я расскажу вам всё».
В тот же день Гертруда (37 лет), Пола (17 лет), Стефани (15 лет) и Джон (13 лет) Банишевски, а также Ричард Хоббс с Коем Хаббардом (обоим по 15 лет) были арестованы и вплоть до суда находились под арестом без права уплаты залога. Пола, Стефани, Джон и Кой Хаббард были помещены в центр содержания несовершеннолетних, Ричард Хоббс — в опекунский приют. Уже на следующий день Гертруда призналась, что Лайкенс подвергалась побоям в её же доме. Соседские дети, принимавшие участие в избиении Сильвии: Анна Рут Сиско, Дарлин Макгуайр, Джудит Дарлин Дюк, Рэндольф Гордон Липпер и Майкл Джон Монро — были арестованы 29 октября по обвинению в нанесении телесных повреждений и два месяца также провели в центре содержания несовершеннолетних, после чего были признаны свидетелями и заключены под домашний арест.
В процессе аутопсии патологоанатом Артур Кебель насчитал на теле Лайкенс около 150 ран различной степени тяжести. Его заместитель Чарльз Эллис позже на суде засвидетельствовал, что в последние два или три дня перед смертью Лайкенс находилась в состоянии острого шока.

## Суд
30 декабря 1965 года верховное жюри округа Марион предъявило Гертруде, Поле, Джону и Хоббсу с Хаббардом обвинение в убийстве первой степени. За три недели до этого Стефани была освобождена из-под стражи, так как её адвокат доказал, что её действия никоим образом не влияли на смерть Лайкенс, а сама Стефани согласилась свидетельствовать против остальных. На официальном досудебном слушании, состоявшемся 16 марта 1966 года, судье Солу Исааку Раббе были предъявлены показания судебных психиатров, свидетельствующие, что все пятеро подсудимых психически компетентны, чтобы предстать перед судом.
Суд начался 18 апреля 1966 года и вплоть до окончания проходил в окружном здании Индианаполиса. Обвинителями выступили Леру Нью и Марджори Весснер, которые 16 апреля объявили о своем намерении добиться смертной казни для всех пяти обвиняемых. Они же убедили судью, чтобы всех пятерых судили вместе.
На протяжении всего суда Гертруда отрицала свою ответственность за смерть Сильвии и не признавала свою вину, ссылаясь на собственную невменяемость. Она утверждала, что была слишком утомлена своим слабым здоровьем и депрессиями, чтобы следить за детьми. Однако, адвокаты Полы и Джона Банишевски, Ричарда Хоббса и Коя Хаббарда утверждали, что на их клиентов оказала влияние именно старшая Банишевски, что они действовали по её указке. Когда 11-летнюю дочь Гертруды Мэри Банишевски призвали на суде к ответу, как свидетеля защиты, она сначала отрицала, что её мать била Сильвию и плохо с ней обращалась, но потом испугалась и, впав в истерику, с криком: «О Господи, помоги мне!», — призналась, что это она была вынуждена нагреть иглу, которой Хоббс изрезал кожу Сильвии, а также в том, что видела, как её мать избивала Лайкенс. Адвокат Гертруды Уильям Эрбекер постарался смягчить приговор, опираясь на слабоумие Банишевски. Он сказал: «Я осуждаю её за то, что она была убийцей. Но я не считаю её ответственной за это, потому что она не вся здесь!» (произнося последнюю фразу, он показал на свою голову). 16 мая он в течение двух часов проводил перекрёстный допрос Дуайта Шустера, назначенного судом психиатра, который работал с Гертрудой, но Шустер твёрдо стоял на своём, заявляя, что Гертруда никогда не была психопаткой (ни, тем более, в период пыток Лайкенс). В конечном итоге на слушании финального аргумента защиты Эрбекер продемонстрировал присяжным фотографию Лайкенс, сделанную во время вскрытия, на которой хорошо были видны следы побоев, и заявил, что если Гертруда вменяема, то они должны признать, что в таком случае она просто не могла подвергнуть девушку таким пыткам. Адвокаты остальных активно давили как на несовершеннолетний возраст своих подзащитных и их психическую незрелость (адвокат Полы особенно давил на её состояние беременности), так и на отсутствие точных доказательств того, кто именно всё-таки нанёс Лайкенс смертельные ранения.
Суд длился 17 дней, финальный вердикт был оглашён 19 мая 1966 года коллегией из восьми мужчин и четырех женщин после восьмичасового обсуждения. Гертруда Банишевски была признана виновной в предумышленном убийстве первой степени и приговорена к смертной казни, Пола Банишевски была признана виновной в тяжком убийстве второй степени, а Хоббс, Хаббард и Джон Банишевски были признаны виновными в непредумышленном убийстве. Выслушав приговор судьи Рабба, Гертруда и её дети разрыдались, в то время как Хоббс и Хаббард оставались бесстрастными. Назначенная Гертруде смертная казнь была позже отменена и 25 мая она и Пола Банишевски были официально приговорены к пожизненному заключению, а Ричард Хоббс, Кой Хаббард и Джон Банишевски — к тюремному заключению сроком от 2 до 21 года в исправительной колонии штата Индиана. Пола Банишевски во время следствия родила девочку и в знак преданности матери назвала её в честь бабушки Гертрудой. Ребёнок позже был удочерён. Против Стефани Банишевски за её активное сотрудничество со следствием (суд учёл также её попытки реанимировать Сильвию) были сняты все обвинения. Анна Сиско, Джудит Дюк, Дарлин Макгуайр, Рэндольф Липпер и Майкл Монро были оправданы судом, так как их адвокаты доказали, что они действовали под влиянием Гертруды. Липпер скончался в 56 лет в Индианаполисе 14 ноября 2010 года (детей зарегистрировано не было), Сиско (будучи матерью и бабушкой) умерла в 44 года 23 октября 1996 года.
Прощание с Сильвией состоялись в лебанонском похоронном бюро «Расселл-энд-Хитч» во второй половине дня 29 октября 1965 года. Богослужение, на котором присутствовало более 100 скорбящих, проводил преподобный Луис Гибсон. Гроб с телом Сильвии оставался открытым на протяжении всей церемонии. В тот же день катафалк в составе 14 машин прибыл на кладбище Оук-Хилл, где и состоялось погребение. В июне 2001 года в честь Лайкенс в Уиллард-Парк в Индианаполисе был установлен памятный обелиск.

## Дальнейшая судьба участников событий
Хоббс, Хаббард и Джон Банишевски отсидели в исправительной колонии Индианы менее двух лет и 27 февраля 1968 года были выпущены по УДО.
В сентябре 1970 года Верховный суд Индианы отменил приговоры Гертруде и Поле на том основании, что судья Раббе ранее отклонил все требования их адвокатов сделать судебные заседания закрытыми и судить каждого по отдельности. В постановлении также было указано, что вокруг дела сложились слишком большие гласность и последовавшая за этим предвзятость, что в итоге не позволило подсудимым получить в полной мере справедливые вердикты. В 1971 году начались повторные разбирательства, где Пола признала себя виновной в добровольном непредумышленном убийстве и была приговорена к неопределённому сроку от двух до двадцати лет. Несмотря на то, что в тот год она дважды пыталась сбежать из тюрьмы, в декабре 1972 года Пола была выпущена, получив новые документы. Гертруда же вновь была признана виновной в убийстве первой степени и снова отправлена на пожизненное заточение.

Гертруда Банишевски во время освобождения из тюрьмы. 14 декабря 1985

В 1985 году Гертруда подала прошение об освобождении. Новость об этом вызвала резонанс во всей Индиане. Дженни Лайкенс и её семья выступили по телевидению, где высказались против выхода Банишевски из тюрьмы. Члены двух антикриминальных групп «Защита невинных» и «Общественная лига против растления» приехали в Индиану, чтобы выступить против прошения Банишевски, поддержать семью Лайкенс и организовать кампанию пикетов. Этими группами была составлена петиция, требованием которой было не освобождать Банишевски. В течение двух месяцев в этой петиции поставили свои подписи более чем 40 000 граждан Индианы. Но, несмотря на все эти усилия, для Гертруды было устроено судебное слушание, рассмотревшее её прошение, на котором Банишевски заявила: «Я не уверена, какая у меня была в этом роль, потому что я была на наркотиках. Я действительно никогда не знала её… Я беру на себя полную ответственность за всё, что случилось с Сильвией. Я хотела бы всё изменить, но не могу и прошу прощения. Я просто прошу о милости и никак иначе». Суд учёл хорошее поведение Гертруды в тюрьме, где женщина работала в ателье (она также активно оказывала покровительство и поддержку молодым заключённым и, по её собственным словам, к тому моменту была набожной христианкой), и освободил её. Оказавшись на свободе, Гертруда Банишевски поменяла своё имя на Надин ван Фоссан и переехала жить в Лорел (штат Айова), где, по причине злоупотребления курением, умерла от рака лёгких 16 июня 1990 года. Когда Дженни Лайкенс, которая к тому моменту уже вышла замуж и поселилась в городе Бич-Гроув, узнала из газет о смерти Банишевски, она вырезала сообщение и послала по почте матери с сопроводительной запиской: «Немного хороших новостей. Проклятая старуха Гертруда умерла. Ха-ха-ха! Я счастлива».
Ричард Дин Хоббс умер от рака лёгких 2 января 1972 года, спустя 4 года после освобождения (перед этим он перенёс нервный срыв). Кой Рэндольф Хаббард спустя несколько лет после освобождения был осуждён за кражу, а в 1977 году снова обвинён в убийстве двух человек, но был оправдан. Впоследствии работал механиком, но в 2007 году после выхода фильма «Американское преступление» был уволен с работы, и 23 июня 2007 года скончался в возрасте 56 лет в Шелбивилле (штат Индиана). У него остались жена Патрисия Горман Хаббард и пятеро детей, семнадцать внуков и один правнук. О причастности к семье Банишевски в некрологе сказано не было. Дом 3850 на Ист-Нью-Йорк-Стрит после смерти Сильвии пустовал в течение 44 лет, пришёл в упадок и, наконец, был снесён 23 апреля 2009 года. На его месте теперь находится церковная стоянка для автомобилей.
Стефани, Мэри, Ширли и Джеймс были отданы в приёмные семьи. В конце 1960-х они попали под опеку их отца Джона-старшего, который из-за гласности их фамилии официально поменял своё имя на Джон Стефан Блэйк и дал ту же фамилию детям. Джон-младший после освобождения аналогично был взят отцом под опеку. Впервые он публично заговорил о Сильвии в 1985 году и полностью раскаялся в её смерти (хотя утверждал, что по-настоящему ударил её только один раз), заявив, что испытывал сильный гнев из-за развода своих родителей и нехватки еды и одежды для него и его братьев и сестёр. Он признал, что его наказание было более лёгким, чем должно было быть, однако в то же время осудил семью Лайкенс за то, что Лестер и Бетти согласились оставить дочерей у Гертруды, хотя им должно было быть ясно, что обстановка для них там самая неподходящая. Второй раз он заявил о себе в марте 1998 года, когда в арканзасской средней школе Вестсайд произошло массовое убийство, сказав, что малолетние преступники и убийцы всегда могут изменить свою жизнь и всегда могут рассчитывать на помощь, так как ему самому удалось оправиться после истории с Сильвией. У Джона в дальнейшем не было никаких серьёзных стычек с законом. Он сначала работал водителем грузовика, затем риелтором и пастором, проводя консультации для детей, которые тяжело переносили разводы родителей. Под конец жизни Джон страдал диабетом, и у него ослабло зрение. Блейк умер в общественной больнице в Ланкастере 19 мая 2005 года в возрасте 52 лет и был похоронен на кладбище Хабекер-Меннонайт. Он был женат на Лоис Чарльз Блейк, имел троих детей. Хотя ещё до его смерти была установлена его личность, в некрологе не было ни слова о том, что он — урождённый Банишевски. Стефани Банишевски стала школьным учителем, она замужем, и у неё есть дети. В настоящее время проживает во Флориде под именем Стефани Серикстад. Пола Банишевски после освобождения переехала в Айову и живёт там на маленькой ферме в Редфилде. Она вышла замуж и имеет двоих детей. Были ли у неё контакты с матерью, неизвестно. В октябре 2012 года Пола была уволена с должности помощника школьного психолога в школе BCLUW в Конраде ввиду того, что при поступлении представилась другим именем (Пола Пэйс) и предоставила о себе ложную информацию. Мэри Банишевски умерла в 62 года под именем Мэри Шелтон 8 июня 2017 года в Индианаполисе. На момент смерти у неё было трое детей и шесть внуков.
Самый младший ребёнок Гертруды Деннис был отдан в приёмную семью и стал Дэнни Ли Уайтом, он умер в Калифорнии 5 февраля 2012 года в 47 лет (тело было кремировано).
Дженни Лайкенс в 1966 году зарегистрировалась в социальной рабочей программе и получила работу в банке, позже вышла замуж за Леонарда Риса Вэйда (19 января 1940 — 9 сентября 2007). Она умерла от сердечного приступа 23 июня 2004 года и была похоронена на Кладбище Маунт-Плезант в Гринвуде в Индиане. В последние годы своей жизни она неоднократно заявляла, что никогда не считала своих родителей виновными в том, что они поверили обещаниям Гертруды. Брат-близнец Дженни, Бенни Рэй Лайкенс, спустя несколько лет после смерти Сильвии начал проявлять признаки душевной болезни, и в конечном итоге ему была диагностирована шизофрения, после чего Бенни начал курить и стал отшельником. 3 августа 1999 года его разложившееся тело было обнаружено в его квартире. Он был похоронен на Кладбище Оук-Хилл в Лебаноне недалеко от Сильвии. Лестер Лайкенс узнал о смерти сына, когда письмо, которое он написал Бенни, вернулось с пометкой «Умер». В 1967 году Лестер и Бетти расторгли брак. Бетти впоследствии вышла замуж за Клифорда Мэтисона (3 января 1939 — 9 апреля 2002) и скончалась в 1998 году (похоронена на кладбище Краун-Хилл в Индианополисе), Лестер умер в 2013 году и похоронен на Национальном Кладбище Риверсайда.
Старшая сестра Сильвии Диана Шумейкер (теперь Дианна Бедуэлл) и её муж Сесил Кнутсон 10 мая 2015 года по дороге в Ла-Куинта, куда они возвращались из казино в Вэйлли-Центр, сбились с дороги. 25 мая их машина была найдена в отдалённой местности, Сесил был мёртв, Диана — в состоянии сильного обезвоживания была доставлена в больницу. Описывая этот случай, многие СМИ вновь подняли историю Сильвии.

## В популярной культуре

### Музыка
- 1992 — клип группы The Pain Teens[англ.] «The Basement»[38].

### Фильмы
- 2007 — фильм «Американское преступление» режиссёра Томми О’Хэвера основан на судьбе Сильвии Лайкенс (Эллен Пейдж в роли Сильвии и Кэтрин Кинер в роли Гертруды Банишевски[36][39].
- 2007 — фильм «Девушка по соседству» режиссёра Грегори Уилсона, основанный на одноимённом романе Джека Кетчама[37].